# Distretto di Parco
Il distretto di  Parco è uno dei trentaquattro distretti della provincia di Jauja, in Perù. Si trova nella regione di Junín e si estende su una superficie di  32,82 chilometri quadrati.